# 180-ті до н. е.

## Події
- Парфія позбувається залежності від Селевкідів;
- відносна стабілізація у Тавроскіфії;
- тохари-юечжі захоплюють землі Усунь, останніх інкорпоровано до об'єднання хунну;
- в Хань Люй Чжи;
- численні навали хунну на Хань;

## Народились
- куньмі (правитель) усунь Лецяомі.